# لميعة توفيق
لميعة توفيق مطربة ومغنية عراقية ولدت في بغداد عام 1937، يعود اصل عائلتها إلى مدينة العمارة وانتقلت عائلتها من مدينة العمارة إلى بغداد في أواخر عقد الثلاثينات ومطلع عقد الأربعينات من القرن العشرين، وسكنت في جانب الكرخ من بغداد في منطقة الصالحية، ولميعة هي واحدة من مطربات بغداد المعروفات والتي كانت تغني باللهجة البغدادية، ونشأت في وسط فني يحب الغناء الريفي. أكملت دراستها الثانوية في مدرسة الكرخ ثم دخلت مدرسة الموسيقى عام 1950، وتخرجت من معهد الفنون الجميلة في عام 1959، وقدمت إلى الإذاعة عام 1953 وغنت عدد كبير من الاغاني، وعندما بدأ بث تلفزيون بغداد عام 1956 قدمت العديد من الحفلات، التي جعلت صوتها ولونها الغنائي معروفاً، وسافرت إلى العديد من الأقطار العربية والأجنبية آنذاك لتحيي حفلاتها.

## وفاتها
ماتت لميعة توفيق عام 1992 بسبب مرض عضال ودفنت في مقبرة الكرخ في بغداد، وتركت أرثاً كبيراً من أغانيها المسجلة في إذاعة بغداد.

## من أشهر أغانيها
غنت لميعة أطواراً من مقامات «الأبوذية» و«السويحلي» و«الهجع» و«النايل» وهو فن عراقي القديم يتصف بالحنين والعواطف الجياشة، ومن أشهر أغانيها التالي:
- شفته وبالعجل حبيته والله
- نيشان الخطوبة
- هذا الحلو كاتلني ياعمة
- يالماشية بليل إلهلج
- يمة إهنا يمة
- جينا نشوفكم
- العايل ما إله حوبه
- يا يمه انطيني الدربيل